# Dirk Polder
Dirk Polder (* 23. August 1919 in Den Haag; † 18. März 2001) war ein niederländischer Physiker.

## Leben
Polder studierte ab 1936 an der Universität Leiden zunächst Mathematik und Physik und ab 1939 Physik und Chemie. 1939 wurde er Assistent von W.J. de Haas am Kamerlingh-Onnes-Institut und arbeitete dort mit Hendrik Casimir zusammen und machte unter anderem Experimente zur adiabatischen Entmagnetisierung verschiedener paramagnetischer Salze. 1941 wurde er promoviert. Aufgrund der sich unter der deutschen Besatzung verschlechternden Bedingungen an den Universitäten wechselte er Anfang 1943 an das Philips-Forschungslaboratorium in Eindhoven. Nach Ende des Zweiten Weltkriegs ging er 1947 an das H.H. Wills Laboratory der University of Bristol, um bei Nevill Francis Mott zu forschen. Ende September 1948 kehrte er in die Niederlande zurück, entschloss sich aber im Oktober 1950 auf Einladung von Mott, erneut nach Bristol zu gehen, wo er Dozent an der Universität wurde.
1955 ging er zurück nach Eindhoven und wurde wissenschaftlicher Berater und bis zu seiner Pensionierung im Jahr 1979 Leiter der Grundlagenforschung im Philips-Forschungslaboratorium. 1959 wurde er Professor an der Technischen Universität Delft (bis 1986 Technische Hogeschool van Delft), wo er bis 1984 Vorlesungen zur Quantenmechanik und theoretischen Festkörperphysik hielt.
Er veröffentlichte eine Vielzahl von Arbeiten zur Physik der kondensierten Materie. Bekannt wurde er durch eine 1948 gemeinsam mit Casimir publizierte theoretische Arbeit, in der mittels Methoden der Quantenelektrodynamik die durch quantenmechanische und thermische Fluktuationen des elektromagnetischen Feldes hervorgerufene Wechselwirkung zwischen einem elektrisch neutralen Atom und einer benachbarten perfekt leitenden Platte beschrieben wurde. Diese Kraft wurde später nach den Autoren der Arbeit benannt (englisch Casimir-Polder force). Casimir veröffentlichte kurz darauf einen Aufsatz über den später so bezeichneten Casimir-Effekt, der besagt, dass auf zwei parallele, leitfähige Platten im Vakuum eine Kraft wirkt, die beide zusammendrückt.
1978 wurde Polder zum Mitglied der Königlich Niederländischen Akademie der Wissenschaften gewählt.
Er starb während einer Reise im Iran.